# Frédéric-Charles-Louis de Schleswig-Holstein-Sonderbourg-Beck
Frédéric-Charles-Louis de Schleswig-Holstein-Sonderbourg-Beck, (en allemand Friedrich Karl Ludwig von Schleswig-Holstein-Sonderburg-Beck), né le 20 août 1757, décédé le 24 avril 1816. Il est duc de Schleswig-Holstein-Sonderbourg-Beck de 1775 à 1816.

## Famille
Fils de Charles-Antoine-Auguste de Schleswig-Holstein-Sonderbourg-Beck et de Charlotte de Dohna-Leistenau.
Le 9 mars 1780, Frédéric-Charles-Louis épouse à Königsberg Frédérique von Schlieben (28 février 1757 – 17 décembre 1827), fille du comte Léopold von Schlieben. Trois enfants sont nés de cette union :
- Frédérique (13 décembre 1780 – 19 janvier 1862), épouse en 1800 le baron Samuel von Richtofen (1769-1808) ;
- Louise (28 septembre 1783 – 24 novembre 1803), épouse en 1803 le prince Frédéric-Ferdinand d'Anhalt-Pless ;
- Frédéric-Guillaume (4 janvier 1785 – 27 février 1831), duc de Schleswig-Holstein-Sonderbourg-Glücksbourg, épouse en 1810 Louise-Caroline de Hesse-Cassel

Par son arrière-petite-fille Alexandra de Danemark, Frédéric-Charles-Louis de Schleswig-Holstein-Sonderbourg-Beck est l'ascendant de la reine Élisabeth II.

## Généalogie
Frédéric-Charles-Louis de Schleswig-Holstein-Sonderbourg-Beck appartient à la quatrième branche (lignée de Schleswig-Holstein-Sonderbourg-Beck) issue de la première branche de la Maison de Schleswig-Holstein-Sonderbourg, elle-même issue de la première branche de la Maison d'Oldenbourg. Il est l'ascendant de Frederik X, Harald V, Constantin II, Philip Mountbatten.